# Aleksandr Uljanow
Aleksandr Iljicz Uljanow (ros. Александр Ильич Ульянов; ur. 31 marca?/12 kwietnia 1866 w Niżnym Nowogrodzie, zm. 26 kwietnia?/8 maja 1887 w Szlisselburgu) – rosyjski rewolucjonista, jeden z działaczy narodowolców, starszy brat Włodzimierza Lenina.

## Życiorys
W roku 1883 ukończył z wyróżnieniem liceum w Symbirsku i rozpoczął studia na Uniwersytecie Petersburskim na wydziale nauk ścisłych (także wyróżnienie za pracę z zoologii). Po napisaniu pracy doktorskiej został wybrany do Towarzystwa Naukowo-Literackiego. W tym czasie poznał zakazane przez rząd prace lewicowych filozofów w tym Karla Marksa czy Nikołaja Czernyszewskiego. W trakcie odbywania pracy naukowej wziął udział w agitacji przeciwko monarchii absolutnej cara Aleksandra III. Uczestniczył w nielegalnych spotkaniach, demonstracjach i zajmował się propagandą wśród studentów i robotników.
W 1886 został członkiem frakcji terrorystycznej ruchu Narodna Wola; współredagował program tego ugrupowania. Uznając klasę robotniczą za „jądro partii socjalistycznej” program ugrupowania potwierdzał inicjatywę rewolucyjnej inteligencji do walki z autorytetem caratu; terror uznano za środek do zwycięstwa. Aleksander i inni spiskowcy (w tym m.in. bracia Piłsudscy: bezpośrednio Bronisław Piłsudski, pośrednio Józef Piłsudski) przygotowywali zamach na życie cara. Pierwszego marca 1887 zostali aresztowani. Aleksander wystąpił w sądzie z polityczną przemową i wziął całą winę na siebie. Ósmego maja, po procesie został wraz z innymi: Pachomijem Andriejuszkinem, Wasilijem Gienierałowem, Wasilijem Osipanowem i Piotrem Szewyriowem skazany na śmierć. Następnie powieszony na terenie Twierdzy Szlisselburskiej.
Egzekucja brata zradykalizowała Włodzimierza, który zaangażował się w protesty studenckie i rewolucyjną propagandę, ale odrzucił walkę.

## Genealogia
|                                            |                                            |                                            |                                            |                                            |                                            |  |  |                                |                                |                                |                                |                                |                                |                            |                            |                                       |                                       |                                       |                                       |                                       |                                       |                  |                  |                              |                              |                              |                              |                              |                              |                   |                   |                           |                           |                           |                           |                                                      |                                                      |                                                      |                                                      |                                                      |                                                      | Grigorij Uljanin            |                             |                             |                             |                             |                             |                            |                            |                            |                            |                            |                            |  |  |  |  |
|                                            |                                            |                                            |                                            |                                            |                                            |  |  |                                |                                |                                |                                |                                |                                |                            |                            |                                       |                                       |                                       |                                       |                                       |                                       |                  |                  |                              |                              |                              |                              |                              |                              |                   |                   |                           |                           |                           |                           |                                                      |                                                      |                                                      |                                                      |                                                      |                                                      |                             |                             |                             |                             |                             |                             |                            |                            |                            |                            |                            |                            |  |  |  |  |
|                                            |                                            |                                            |                                            |                                            |                                            |  |  |                                |                                |                                |                                |                                |                                |                            |                            |                                       |                                       |                                       |                                       |                                       |                                       |                  |                  |                              |                              |                              |                              |                              |                              | Łukian Smirnow    | Łukian Smirnow    | Łukian Smirnow            | Łukian Smirnow            | Łukian Smirnow            | Łukian Smirnow            |                                                      |                                                      |                                                      |                                                      |                                                      |                                                      | Nikita Uljanin (ur. 1711)   | Nikita Uljanin (ur. 1711)   | Nikita Uljanin (ur. 1711)   | Nikita Uljanin (ur. 1711)   | Nikita Uljanin (ur. 1711)   | Nikita Uljanin (ur. 1711)   |                            |                            |                            |                            |                            |                            |  |  |  |  |
|                                            |                                            |                                            |                                            |                                            |                                            |  |  |                                |                                |                                |                                |                                |                                |                            |                            |                                       |                                       |                                       |                                       |                                       |                                       |                  |                  |                              |                              |                              |                              |                              |                              | Łukian Smirnow    | Łukian Smirnow    | Łukian Smirnow            | Łukian Smirnow            | Łukian Smirnow            | Łukian Smirnow            |                                                      |                                                      |                                                      |                                                      |                                                      |                                                      | Nikita Uljanin (ur. 1711)   | Nikita Uljanin (ur. 1711)   | Nikita Uljanin (ur. 1711)   | Nikita Uljanin (ur. 1711)   | Nikita Uljanin (ur. 1711)   | Nikita Uljanin (ur. 1711)   |                            |                            |                            |                            |                            |                            |  |  |  |  |
| Dymitr (Mojżesz) Blank                     | Dymitr (Mojżesz) Blank                     | Dymitr (Mojżesz) Blank                     | Dymitr (Mojżesz) Blank                     | Dymitr (Mojżesz) Blank                     | Dymitr (Mojżesz) Blank                     |  |  |                                |                                |                                |                                | Johann Gottlieb Großschopf     | Johann Gottlieb Großschopf     | Johann Gottlieb Großschopf | Johann Gottlieb Großschopf | Johann Gottlieb Großschopf            | Johann Gottlieb Großschopf            |                                       |                                       | Anna z d. Estedt                      | Anna z d. Estedt                      | Anna z d. Estedt | Anna z d. Estedt | Anna z d. Estedt             | Anna z d. Estedt             |                              |                              |                              |                              | Aleksy Smirnow    | Aleksy Smirnow    | Aleksy Smirnow            | Aleksy Smirnow            | Aleksy Smirnow            | Aleksy Smirnow            |                                                      |                                                      |                                                      |                                                      |                                                      |                                                      | Wasyl Uljanin (ur. 1733)    | Wasyl Uljanin (ur. 1733)    | Wasyl Uljanin (ur. 1733)    | Wasyl Uljanin (ur. 1733)    | Wasyl Uljanin (ur. 1733)    | Wasyl Uljanin (ur. 1733)    |                            |                            |                            |                            |                            |                            |  |  |  |  |
| Dymitr (Mojżesz) Blank                     | Dymitr (Mojżesz) Blank                     | Dymitr (Mojżesz) Blank                     | Dymitr (Mojżesz) Blank                     | Dymitr (Mojżesz) Blank                     | Dymitr (Mojżesz) Blank                     |  |  |                                |                                |                                |                                | Johann Gottlieb Großschopf     | Johann Gottlieb Großschopf     | Johann Gottlieb Großschopf | Johann Gottlieb Großschopf | Johann Gottlieb Großschopf            | Johann Gottlieb Großschopf            |                                       |                                       | Anna z d. Estedt                      | Anna z d. Estedt                      | Anna z d. Estedt | Anna z d. Estedt | Anna z d. Estedt             | Anna z d. Estedt             |                              |                              |                              |                              | Aleksy Smirnow    | Aleksy Smirnow    | Aleksy Smirnow            | Aleksy Smirnow            | Aleksy Smirnow            | Aleksy Smirnow            |                                                      |                                                      |                                                      |                                                      |                                                      |                                                      | Wasyl Uljanin (ur. 1733)    | Wasyl Uljanin (ur. 1733)    | Wasyl Uljanin (ur. 1733)    | Wasyl Uljanin (ur. 1733)    | Wasyl Uljanin (ur. 1733)    | Wasyl Uljanin (ur. 1733)    |                            |                            |                            |                            |                            |                            |  |  |  |  |
|                                            |                                            |                                            |                                            |                                            |                                            |  |  |                                |                                |                                |                                |                                |                                |                            |                            |                                       |                                       |                                       |                                       |                                       |                                       |                  |                  |                              |                              |                              |                              |                              |                              |                   |                   |                           |                           |                           |                           |                                                      |                                                      |                                                      |                                                      |                                                      |                                                      |                             |                             |                             |                             |                             |                             |                            |                            |                            |                            |                            |                            |  |  |  |  |
| Aleksander (Izrael) Blank (1801/1804–1870) | Aleksander (Izrael) Blank (1801/1804–1870) | Aleksander (Izrael) Blank (1801/1804–1870) | Aleksander (Izrael) Blank (1801/1804–1870) | Aleksander (Izrael) Blank (1801/1804–1870) | Aleksander (Izrael) Blank (1801/1804–1870) |  |  |                                |                                |                                |                                |                                |                                |                            |                            | Anna z d. Großschopf (1810–1838)      | Anna z d. Großschopf (1810–1838)      | Anna z d. Großschopf (1810–1838)      | Anna z d. Großschopf (1810–1838)      | Anna z d. Großschopf (1810–1838)      | Anna z d. Großschopf (1810–1838)      |                  |                  |                              |                              |                              |                              |                              |                              | Anna z d. Smirnow | Anna z d. Smirnow | Anna z d. Smirnow         | Anna z d. Smirnow         | Anna z d. Smirnow         | Anna z d. Smirnow         |                                                      |                                                      |                                                      |                                                      |                                                      |                                                      | Mikołaj Uljanin (1770–1838) | Mikołaj Uljanin (1770–1838) | Mikołaj Uljanin (1770–1838) | Mikołaj Uljanin (1770–1838) | Mikołaj Uljanin (1770–1838) | Mikołaj Uljanin (1770–1838) |                            |                            |                            |                            |                            |                            |  |  |  |  |
| Aleksander (Izrael) Blank (1801/1804–1870) | Aleksander (Izrael) Blank (1801/1804–1870) | Aleksander (Izrael) Blank (1801/1804–1870) | Aleksander (Izrael) Blank (1801/1804–1870) | Aleksander (Izrael) Blank (1801/1804–1870) | Aleksander (Izrael) Blank (1801/1804–1870) |  |  |                                |                                |                                |                                |                                |                                |                            |                            | Anna z d. Großschopf (1810–1838)      | Anna z d. Großschopf (1810–1838)      | Anna z d. Großschopf (1810–1838)      | Anna z d. Großschopf (1810–1838)      | Anna z d. Großschopf (1810–1838)      | Anna z d. Großschopf (1810–1838)      |                  |                  |                              |                              |                              |                              |                              |                              | Anna z d. Smirnow | Anna z d. Smirnow | Anna z d. Smirnow         | Anna z d. Smirnow         | Anna z d. Smirnow         | Anna z d. Smirnow         |                                                      |                                                      |                                                      |                                                      |                                                      |                                                      | Mikołaj Uljanin (1770–1838) | Mikołaj Uljanin (1770–1838) | Mikołaj Uljanin (1770–1838) | Mikołaj Uljanin (1770–1838) | Mikołaj Uljanin (1770–1838) | Mikołaj Uljanin (1770–1838) |                            |                            |                            |                            |                            |                            |  |  |  |  |
|                                            |                                            |                                            |                                            |                                            |                                            |  |  |                                |                                |                                |                                |                                |                                |                            |                            |                                       |                                       |                                       |                                       |                                       |                                       |                  |                  |                              |                              |                              |                              |                              |                              |                   |                   |                           |                           |                           |                           |                                                      |                                                      |                                                      |                                                      |                                                      |                                                      |                             |                             |                             |                             |                             |                             |                            |                            |                            |                            |                            |                            |  |  |  |  |
|                                            |                                            |                                            |                                            |                                            |                                            |  |  | Maria z d. Blank (1835–1916)   | Maria z d. Blank (1835–1916)   | Maria z d. Blank (1835–1916)   | Maria z d. Blank (1835–1916)   | Maria z d. Blank (1835–1916)   | Maria z d. Blank (1835–1916)   |                            |                            |                                       |                                       |                                       |                                       |                                       |                                       |                  |                  |                              |                              |                              |                              |                              |                              |                   |                   |                           |                           |                           |                           | Ilja (Eliasz) Uljanow (ur. jako Uljanin) (1831–1886) | Ilja (Eliasz) Uljanow (ur. jako Uljanin) (1831–1886) | Ilja (Eliasz) Uljanow (ur. jako Uljanin) (1831–1886) | Ilja (Eliasz) Uljanow (ur. jako Uljanin) (1831–1886) | Ilja (Eliasz) Uljanow (ur. jako Uljanin) (1831–1886) | Ilja (Eliasz) Uljanow (ur. jako Uljanin) (1831–1886) |                             |                             |                             |                             |                             |                             |                            |                            |                            |                            |                            |                            |  |  |  |  |
|                                            |                                            |                                            |                                            |                                            |                                            |  |  | Maria z d. Blank (1835–1916)   | Maria z d. Blank (1835–1916)   | Maria z d. Blank (1835–1916)   | Maria z d. Blank (1835–1916)   | Maria z d. Blank (1835–1916)   | Maria z d. Blank (1835–1916)   |                            |                            |                                       |                                       |                                       |                                       |                                       |                                       |                  |                  |                              |                              |                              |                              |                              |                              |                   |                   |                           |                           |                           |                           | Ilja (Eliasz) Uljanow (ur. jako Uljanin) (1831–1886) | Ilja (Eliasz) Uljanow (ur. jako Uljanin) (1831–1886) | Ilja (Eliasz) Uljanow (ur. jako Uljanin) (1831–1886) | Ilja (Eliasz) Uljanow (ur. jako Uljanin) (1831–1886) | Ilja (Eliasz) Uljanow (ur. jako Uljanin) (1831–1886) | Ilja (Eliasz) Uljanow (ur. jako Uljanin) (1831–1886) |                             |                             |                             |                             |                             |                             |                            |                            |                            |                            |                            |                            |  |  |  |  |
|                                            |                                            |                                            |                                            |                                            |                                            |  |  |                                |                                |                                |                                |                                |                                |                            |                            |                                       |                                       |                                       |                                       |                                       |                                       |                  |                  |                              |                              |                              |                              |                              |                              |                   |                   |                           |                           |                           |                           |                                                      |                                                      |                                                      |                                                      |                                                      |                                                      |                             |                             |                             |                             |                             |                             |                            |                            |                            |                            |                            |                            |  |  |  |  |
|                                            |                                            |                                            |                                            |                                            |                                            |  |  |                                |                                |                                |                                |                                |                                |                            |                            |                                       |                                       |                                       |                                       |                                       |                                       |                  |                  |                              |                              |                              |                              |                              |                              |                   |                   |                           |                           |                           |                           |                                                      |                                                      |                                                      |                                                      |                                                      |                                                      |                             |                             |                             |                             |                             |                             |                            |                            |                            |                            |                            |                            |  |  |  |  |
| Anna Jelizarowa-Uljanowa (1864–1935)       | Anna Jelizarowa-Uljanowa (1864–1935)       | Anna Jelizarowa-Uljanowa (1864–1935)       | Anna Jelizarowa-Uljanowa (1864–1935)       | Anna Jelizarowa-Uljanowa (1864–1935)       | Anna Jelizarowa-Uljanowa (1864–1935)       |  |  | Aleksander Uljanow (1866–1887) | Aleksander Uljanow (1866–1887) | Aleksander Uljanow (1866–1887) | Aleksander Uljanow (1866–1887) | Aleksander Uljanow (1866–1887) | Aleksander Uljanow (1866–1887) |                            |                            | Włodzimierz Uljanow Lenin (1870–1924) | Włodzimierz Uljanow Lenin (1870–1924) | Włodzimierz Uljanow Lenin (1870–1924) | Włodzimierz Uljanow Lenin (1870–1924) | Włodzimierz Uljanow Lenin (1870–1924) | Włodzimierz Uljanow Lenin (1870–1924) |                  |                  | Nadieżda Krupska (1869–1939) | Nadieżda Krupska (1869–1939) | Nadieżda Krupska (1869–1939) | Nadieżda Krupska (1869–1939) | Nadieżda Krupska (1869–1939) | Nadieżda Krupska (1869–1939) |                   |                   | Olga Uljanowa (1871–1891) | Olga Uljanowa (1871–1891) | Olga Uljanowa (1871–1891) | Olga Uljanowa (1871–1891) | Olga Uljanowa (1871–1891)                            | Olga Uljanowa (1871–1891)                            |                                                      |                                                      | Dymitr Uljanow (1874–1943)                           | Dymitr Uljanow (1874–1943)                           | Dymitr Uljanow (1874–1943)  | Dymitr Uljanow (1874–1943)  | Dymitr Uljanow (1874–1943)  | Dymitr Uljanow (1874–1943)  |                             |                             | Maria Uljanowa (1878–1937) | Maria Uljanowa (1878–1937) | Maria Uljanowa (1878–1937) | Maria Uljanowa (1878–1937) | Maria Uljanowa (1878–1937) | Maria Uljanowa (1878–1937) |  |  |  |  |
| Anna Jelizarowa-Uljanowa (1864–1935)       | Anna Jelizarowa-Uljanowa (1864–1935)       | Anna Jelizarowa-Uljanowa (1864–1935)       | Anna Jelizarowa-Uljanowa (1864–1935)       | Anna Jelizarowa-Uljanowa (1864–1935)       | Anna Jelizarowa-Uljanowa (1864–1935)       |  |  | Aleksander Uljanow (1866–1887) | Aleksander Uljanow (1866–1887) | Aleksander Uljanow (1866–1887) | Aleksander Uljanow (1866–1887) | Aleksander Uljanow (1866–1887) | Aleksander Uljanow (1866–1887) |                            |                            | Włodzimierz Uljanow Lenin (1870–1924) | Włodzimierz Uljanow Lenin (1870–1924) | Włodzimierz Uljanow Lenin (1870–1924) | Włodzimierz Uljanow Lenin (1870–1924) | Włodzimierz Uljanow Lenin (1870–1924) | Włodzimierz Uljanow Lenin (1870–1924) |                  |                  | Nadieżda Krupska (1869–1939) | Nadieżda Krupska (1869–1939) | Nadieżda Krupska (1869–1939) | Nadieżda Krupska (1869–1939) | Nadieżda Krupska (1869–1939) | Nadieżda Krupska (1869–1939) |                   |                   | Olga Uljanowa (1871–1891) | Olga Uljanowa (1871–1891) | Olga Uljanowa (1871–1891) | Olga Uljanowa (1871–1891) | Olga Uljanowa (1871–1891)                            | Olga Uljanowa (1871–1891)                            |                                                      |                                                      | Dymitr Uljanow (1874–1943)                           | Dymitr Uljanow (1874–1943)                           | Dymitr Uljanow (1874–1943)  | Dymitr Uljanow (1874–1943)  | Dymitr Uljanow (1874–1943)  | Dymitr Uljanow (1874–1943)  |                             |                             | Maria Uljanowa (1878–1937) | Maria Uljanowa (1878–1937) | Maria Uljanowa (1878–1937) | Maria Uljanowa (1878–1937) | Maria Uljanowa (1878–1937) | Maria Uljanowa (1878–1937) |  |  |  |  |
|                                            |                                            |                                            |                                            |                                            |                                            |  |  |                                |                                |                                |                                |                                |                                |                            |                            |                                       |                                       |                                       |                                       |                                       |                                       |                  |                  |                              |                              |                              |                              |                              |                              |                   |                   |                           |                           |                           |                           |                                                      |                                                      |                                                      |                                                      |                                                      |                                                      |                             |                             |                             |                             |                             |                             |                            |                            |                            |                            |                            |                            |  |  |  |  |
|                                            |                                            |                                            |                                            |                                            |                                            |  |  |                                |                                |                                |                                |                                |                                |                            |                            |                                       |                                       |                                       |                                       |                                       |                                       |                  |                  |                              |                              |                              |                              |                              |                              |                   |                   |                           |                           |                           |                           |                                                      |                                                      |                                                      |                                                      | Olga Uljanowa (1922–2011)                            |                                                      |                             |                             |                             |                             |                             |                             |                            |                            |                            |                            |                            |                            |  |  |  |  |